# Zdzisław Mrożewski

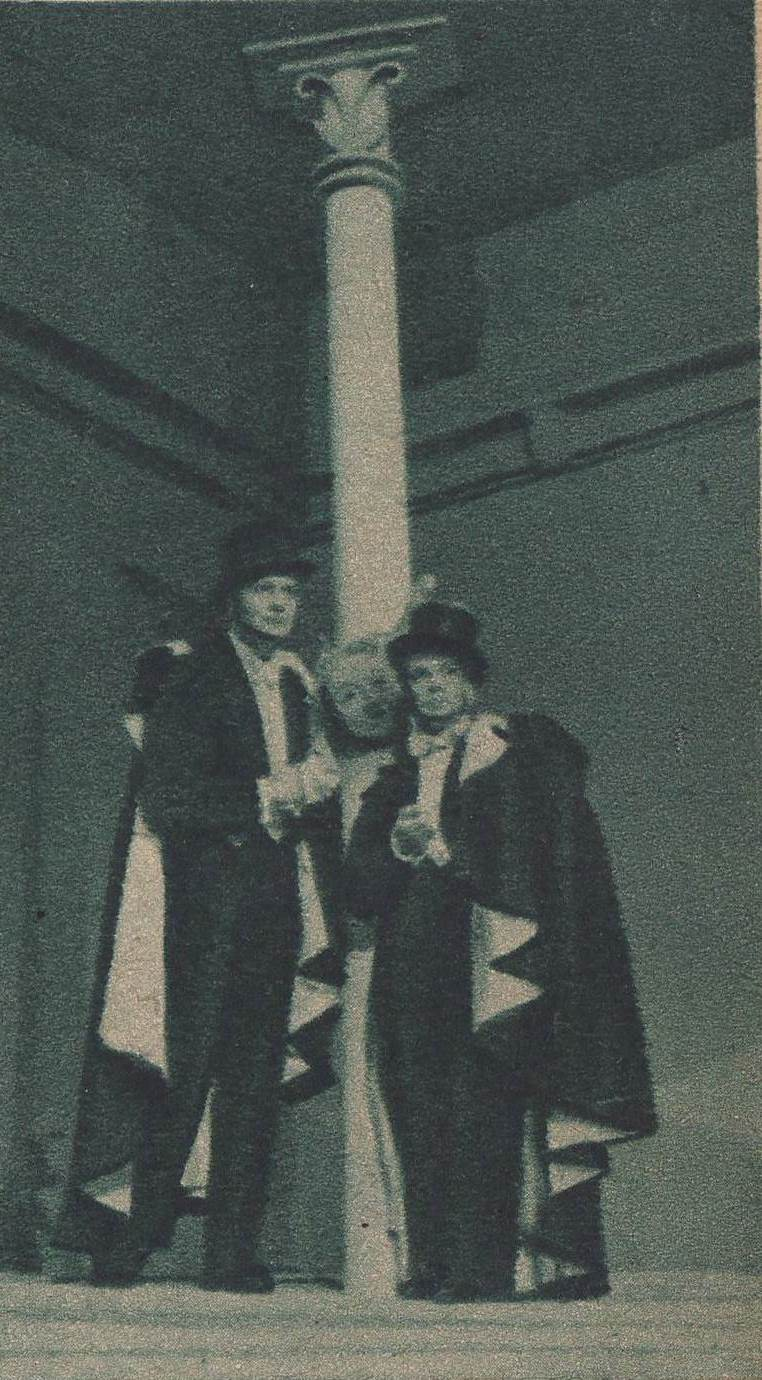
Zdzisław Mrożewski i Jacek Woszczerowicz w sztuce Amfitrion 38

Zdzisław Mrożewski (ur. 21 maja 1909 we Włocławku, zm. 5 lipca 2002 w Warszawie) – polski aktor teatralny i filmowy.

## Życiorys
W filmie debiutował przed II wojną światową. Najbardziej znany z roli prezydenta Gabriela Narutowicza w filmie Jerzego Kawalerowicza Śmierć prezydenta. Jako aktor teatralny występował w Starym Teatrze i Teatrze Słowackiego w Krakowie oraz w Teatrze Polskim, Teatrze Narodowym i Teatrze Współczesnym w Warszawie, a także w Teatrze Nowym w Łodzi. Wykładał w krakowskiej PWST i warszawskiej Akademii Teatralnej. Od 1932 był członkiem ZASP.
Zmarł w Warszawie, pochowany na cmentarzu Komunalnym we Włocławku (sektor 21-3-95).

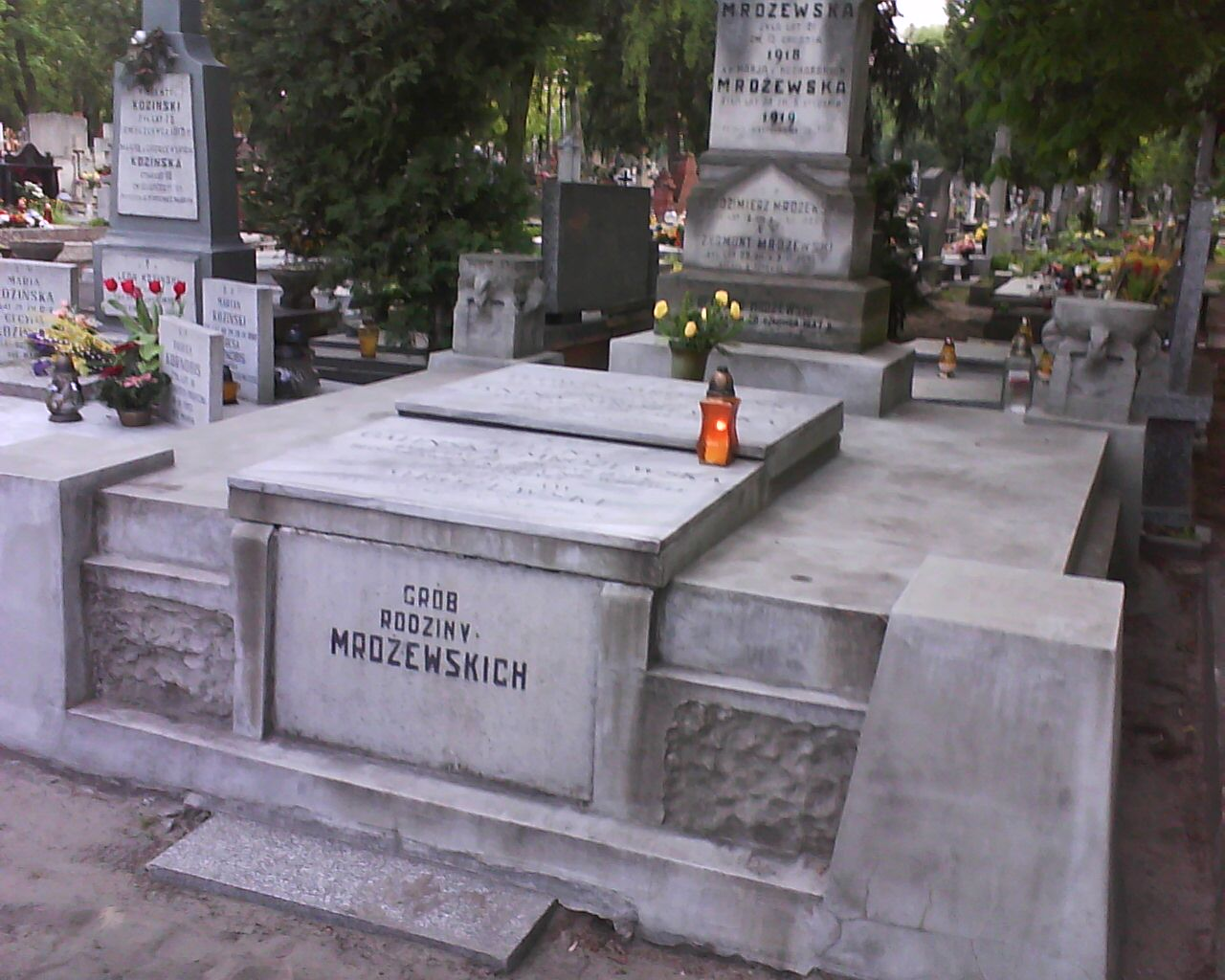
Grób Zdzisława Mrożewskiego na cmentarzu Komunalnym we Włocławku

## Filmografia
- 1932 Ułani, ułani, chłopcy malowani
- 1950 Warszawska premiera – hrabia Alfred
- 1954 Niedaleko Warszawy – inżynier Przewłocki
- 1955 Podhale w ogniu – szlachcic Gadra
- 1958 Pożegnania – ojciec Pawła
- 1960 Rok pierwszy – dziedzic Wołoka
- 1960 Rzeczywistość – Wojewoda
- 1961 Drugi człowiek – docent Maczewski
- 1961 Dziś w nocy umrze miasto – profesor
- 1961 Świadectwo urodzenia – doktor Orzechowski "Kropla krwi"
- 1962 Głos z tamtego świata – profesor Choberski, ojciec Urszuli
- 1962 Pevnost na Rýně – generał Gordon
- 1965 Głos ma prokurator – obrońca
- 1967 Westerplatte – pułkownik Wincenty Sobociński
- 1967 Zbrodnia lorda Artura Savile'a – Lord Merton, ojciec Sybilli
- 1967–1968 Stawka większa niż życie (serial telewizyjny) – pułkownik Kraft (odc. 9 Genialny plan pułkownika Krafta)
- 1969 Czerwone i złote – Jan Nepomucen Pożarski
- 1970 Dzięcioł – mecenas Tylski
- 1970 Wakacje z duchami – profesor
- 1971 Bolesław Śmiały – kanclerz Radosz
- 1971 Egzamin – profesor Uniwersytetu Warszawskiego
- 1971 Epilog norymberski – David Maxwell Fyfe, prokurator brytyjski
- 1973 Chłopcy – Pożarski
- 1973 Wielka miłość Balzaka – Wacław Hański, mąż Eweliny
- 1975 Dzieje grzechu – Pobratyński, ojciec Ewy
- 1975 Noce i dnie – Leon Woynarowski, właściciel Pamiętowa
- 1976 Honor dziecka  – generał Honorat Koszel
- 1976 Zofia – Władysław
- 1977 Granica – Walerian Ziembiewicz, ojciec Zenona
- 1977 Sprawa Gorgonowej – prezes Gąsiorowski
- 1977 Śmierć prezydenta – Gabriel Narutowicz
- 1979 Doktor Murek – mecenas Boczarski
- 1980 Polonia Restituta – Arthur Balfour, minister spraw zagranicznych Wielkiej Brytanii
- 1980 Natalia
- 1982 Polonia Restituta – Arthur Balfour, minister spraw zagranicznych Wielkiej Brytanii
- 1982 Cienie
- 1984 111 dni letargu – więzień, profesor medycyny

## Ordery i odznaczenia
- Krzyż Komandorski z Gwiazdą Orderu Odrodzenia Polski (1999)
- Krzyż Komandorski Orderu Odrodzenia Polski (1988)
- Krzyż Oficerski Orderu Odrodzenia Polski (19 lipca 1954)[3]
- Medal 10-lecia Polski Ludowej (28 stycznia 1955)[4]
- Medal Komisji Edukacji Narodowej (1978)
- Odznaka tytułu honorowego „Zasłużony dla Kultury Narodowej” (1989)[5]

## Nagrody
- Nagroda Państwowa III stopnia za rolę Wielikatowa w sztuce A. Ostrowskiego Talenty i Wielbiciele w Państwowym Teatrze im. J. Słowackiego w Krakowie (1952)[6][7]